# Concert per a violoncel (Delius)
El Concert per a violoncel de Frederick Delius va ser compost entre 1920 i 1921. L'estrena mundial es va fer el 31 de gener de 1923 a Viena per Aleksandr Barjanski. L'obra va ser escrita a petició de la violoncel·lista anglesa Beatrice Harrison, que va ser la solista de l'estrena britànica el juliol de 1923.
Aquest era el concert favorit del compositor. Va ser enregistrat comercialment per primera vegada el 1965 i després ha rebut més enregistraments.

## Origen i primeres actuacions
Després que Delius hagués compost una Sonata per a violoncel per a Beatrice Harrison, ella el va instar a escriure un concert per a ella. Va començar a esbossar l'obra l'any 1920, acabant-la el maig de 1921. Tot i que va ser escrit per a Harrison, els editors de Delius van organitzar una prestigiosa estrena mundial a Viena, a càrrec del violoncel·lista rus Aleksandr Barjanski, amb Ferdinand Löwe a la direcció. Harrison va fer l'estrena britànica el 23 de juliol de 1923, en un concert en què també va tocar el concert d'Elgar amb el compositor dirigint-la. Eugene Goossens va dirigir el de Delius. Harrison va fer l'estrena nord-americana el 28 d'octubre de 1927, amb Fritz Reiner dirigint l'Orquestra de Filadèlfia.

## Estructura
El concert es toca sense pausa, però té cinc seccions diferenciades:
- Lento – Slow
- Con moto – tranquillo – Becoming Slower
- Lento – Very Quietly
- Con moto tranquillo
- Allegramente – With animationó

L'obra normalment dura entre 20 i 25 minuts.

## Recepció crítica
Després de l'estrena britànica, The Observer va descriure el concert com "bell però sense columna vertebral... No és més que una mena de rapsòdia llarga d'un sol moviment del principi al final". A The Manchester Guardian, Ernest Newman va escriure "és millor en detall que en conjunt. Abunda en belleses momentànies, però molt abans del final l'absència de qualsevol mena de clímax... indueix una sensació de monotonia".

## Enregistraments
El lloc web de Delius Trust enumera cinc enregistraments comercials del concert:
- Jacqueline du Pré, Royal Philharmonic Orchestra, Sir Malcolm Sargent (gener de 1965)
- Erling Blöndal Bengtsson, Orquestra Simfònica de la Ràdio Danesa, Meredith Davies (març de 1976; enregistrament en directe)
- Julian Lloyd Webber, Philharmonia Orchestra, Vernon Handley (octubre de 1982)
- Raphael Wallfisch, Royal Liverpool Philharmonic Orchestra, Sir Charles Mackerras (juny de 1991)
- Paul Watkins, BBC Symphony Orchestra, Sir Andrew Davis (octubre de 2010).[7]